# Station Wrocław Świniary
Station Wrocław Świniary is een spoorwegstation in de Poolse plaats Wrocław.